# نودار مامادوف
نودار مامادوف (بالأذرية: Məmmədov Nodar Mikayıl oğlu)‏ هو لاعب كرة قدم أذربيجاني في مركز الدفاع، ولد في 3 يونيو 1988 في كاسبي في جورجيا. شارك مع منتخب أذربيجان تحت 21 سنة لكرة القدم ومنتخب أذربيجان لكرة القدم. أما مع النوادي، فقد لعب مع نادي خزر لنكران ونادي سومقاييت ونادي قبله ونادي قره باغ.

## وصلات خارجية
- نودار مامادوف على موقع الاتحاد الدولي (مؤرشف)  (الإنجليزية)
- نودار مامادوف على موقع قاعدة بيانات كرة القدم.إي يو (الإنجليزية)
- نودار مامادوف على موقع ناشيونال فوتبول تيمز (الإنجليزية)
- نودار مامادوف على موقع Soccerway.com (الإنجليزية)